# Milan Thomka Mitrovský

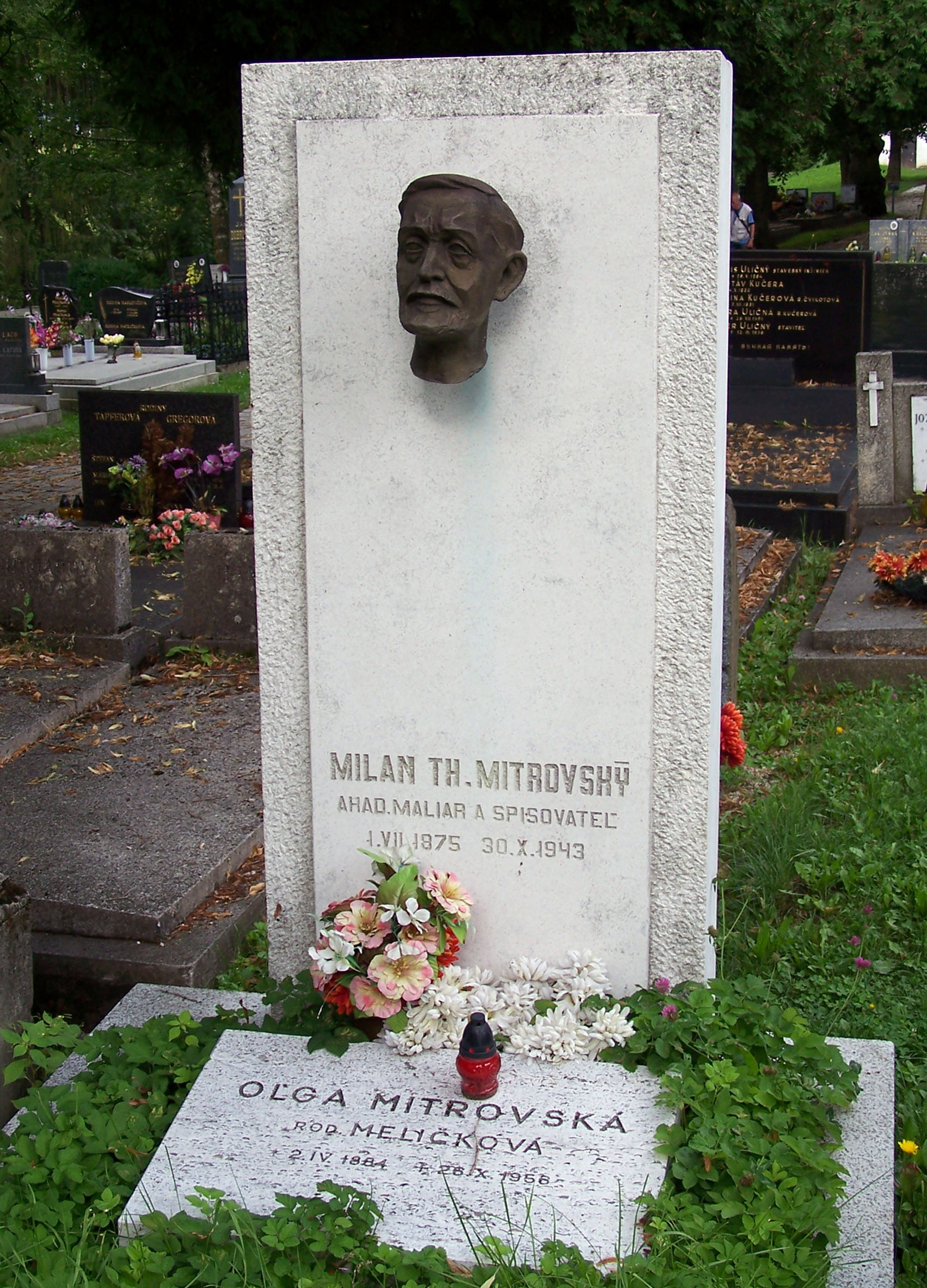
Hrob na Národním hřbitově v Martině

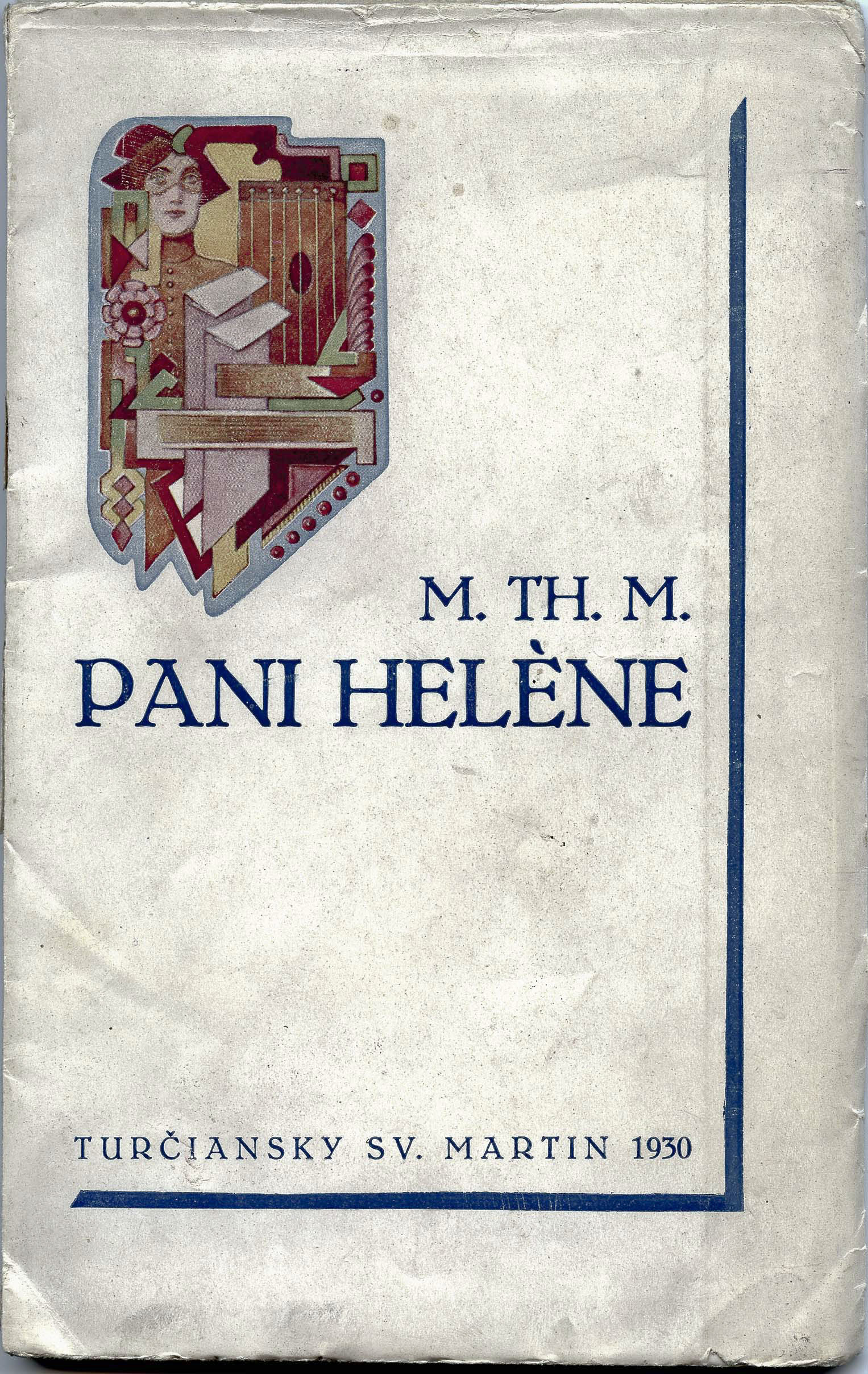
Kniha Pani Helene 1930

Milan Thomka Mitrovský, křtěný Emilián Rudolf (1. července 1875 Martin – 30. října 1943 tamtéž), byl slovenský malíř a spisovatel.

## Život
Narodil se v Martině, v rodině Rudolfa Mitrovského a jeho ženy Emílie, roz. Thomkové. Po absolvování základního vzdělání v Martině pokračoval ve studiu na gymnáziu v Banské Bystrici a v Bratislavě, kde rovněž maturoval. V letech 1894–1896 studoval na malířské akademii v Praze u prof. M. Pirnera a následně pokračoval v letech 1896–1898 ve studiu na malířské akademii v Mnichově, u prof. G. von Hackla. V letech 1898–1901 byl na studijním pobytu ve Florencii.
Zpočátku žil a pracoval ve Vídni, po vypuknutí 1. světové války pak v Martině, kde byl vůdčí osobností a organizátorem uměleckého života a kde se utvořil klub spisovatelů a literátů „felibrov“ (1914–1943).
Jeho tvorbu ovlivnilo německé malířství a přátelství s malířem E. Zamrazilem, ale s obdivem kopíroval i díla italských klasiků, jako byli Botticelli a Raffael. Základní osou jeho tvorby byla malba portrétů, figurálních kompozic, volných kopií starých mistrů a také figurální kompozice na náměty klasických literárních děl (Don Quijote, Hamlet, Faust). Příležitostně maloval krajinky a zátiší.
Jako spisovatel se od dvacátých let věnoval literární tvorbě – psal fejetony, glosy a úvahy, které uveřejňoval v „Národných novinách“ a v „Slovenských pohľadoch“. Knižně vyšly novely, vzpomínkové prózy a Aforistické zápisky. V letech 1923–1928 vycházely jeho „Listy bratislavským felibrom“.
Milan Thomka Mitrovský byl členem Spolku Slovenských umělců. V roce 1902 se zúčastnil výstavy Slováckých výtvarníků v Hodoníně.

## Ocenění
- Za svou sbírku novel Paní Heléne (1930), kde zpracoval náměty z období studií v Itálii, byl vyznamenán Státní cenou.

## Dílo

### Výtvarné
- Autoportrét (1897, vícekrát)
- Splynutí duší (1897)
- Cyril Makovický (1898)
- Turčianská krajina (kolem 1904)
- Vladimír Hurban (kolem 1904)
- Krajina se zříceninou (kolem 1935)
- Sulamit Mitrovská (kolem 1922)
- Anton Bernolák (kolem 1940)
- Pasačka (kolem 1940)

### Literární
- Paní Helène, Turčianský Sv. Martin (rok 1930)[3]
- Viola d'amour, Bratislava (rok 1970)

## Galerie

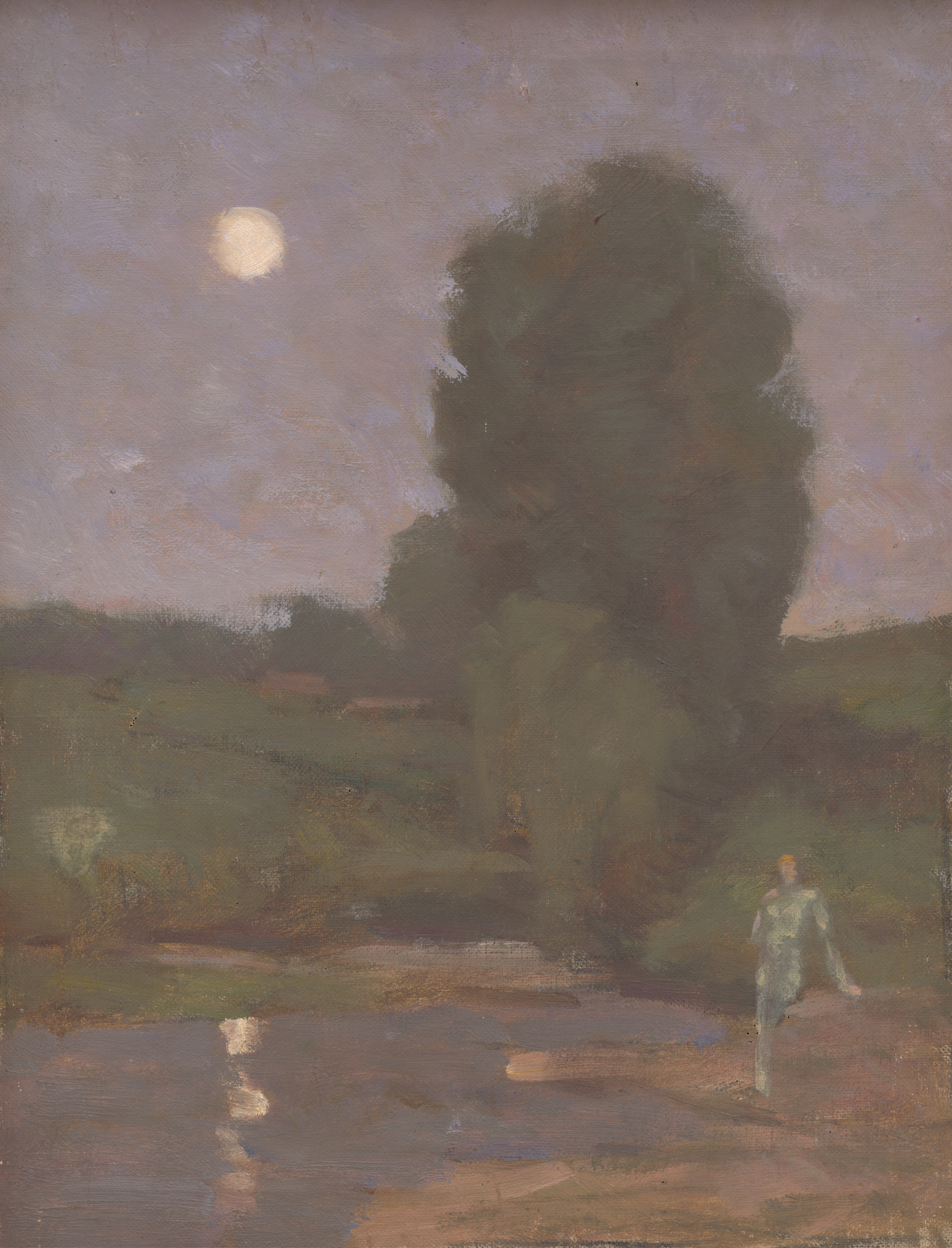
Při měsíčku (po 1900)
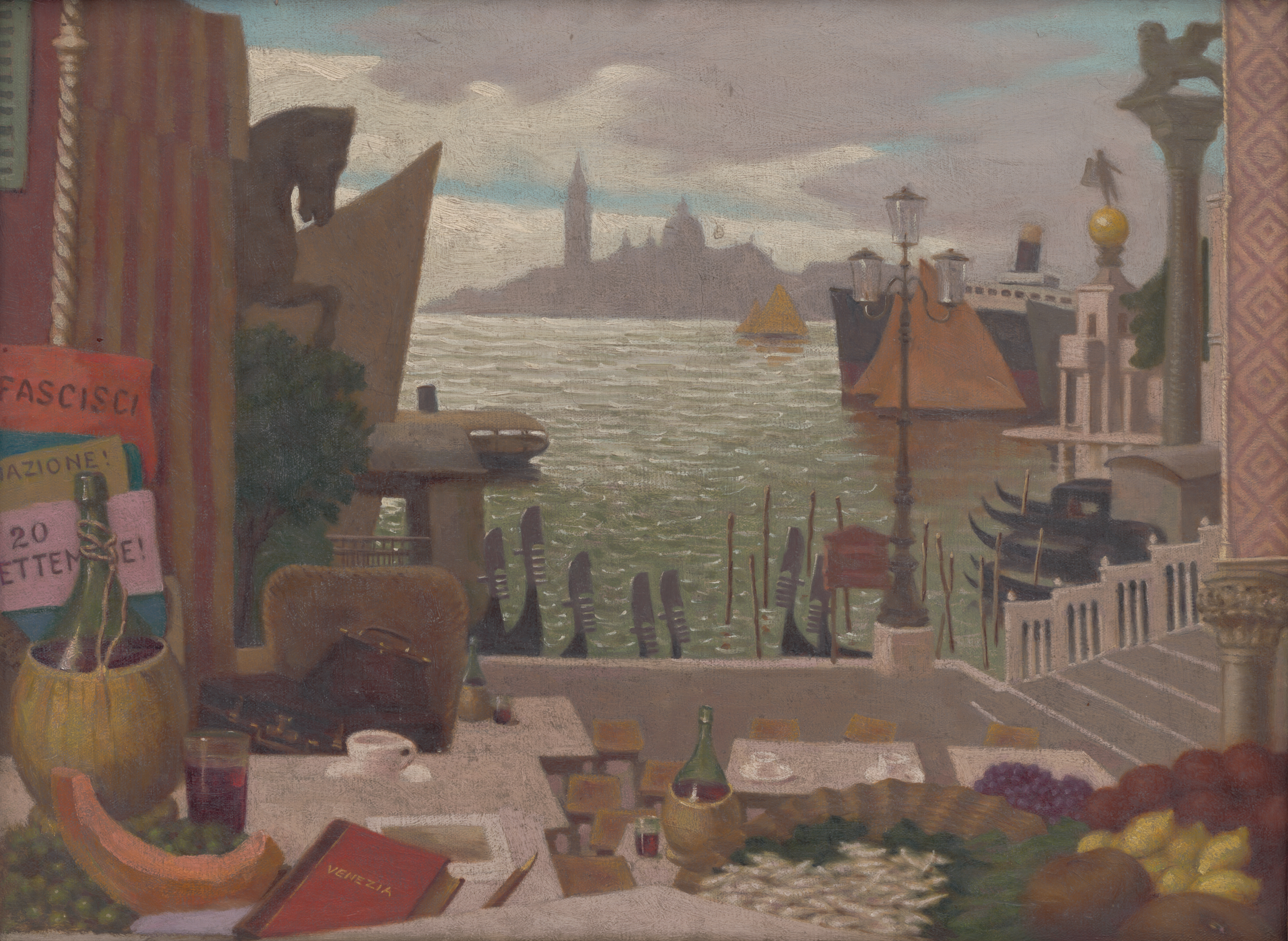
Vzpomínky na Benátky (1921)
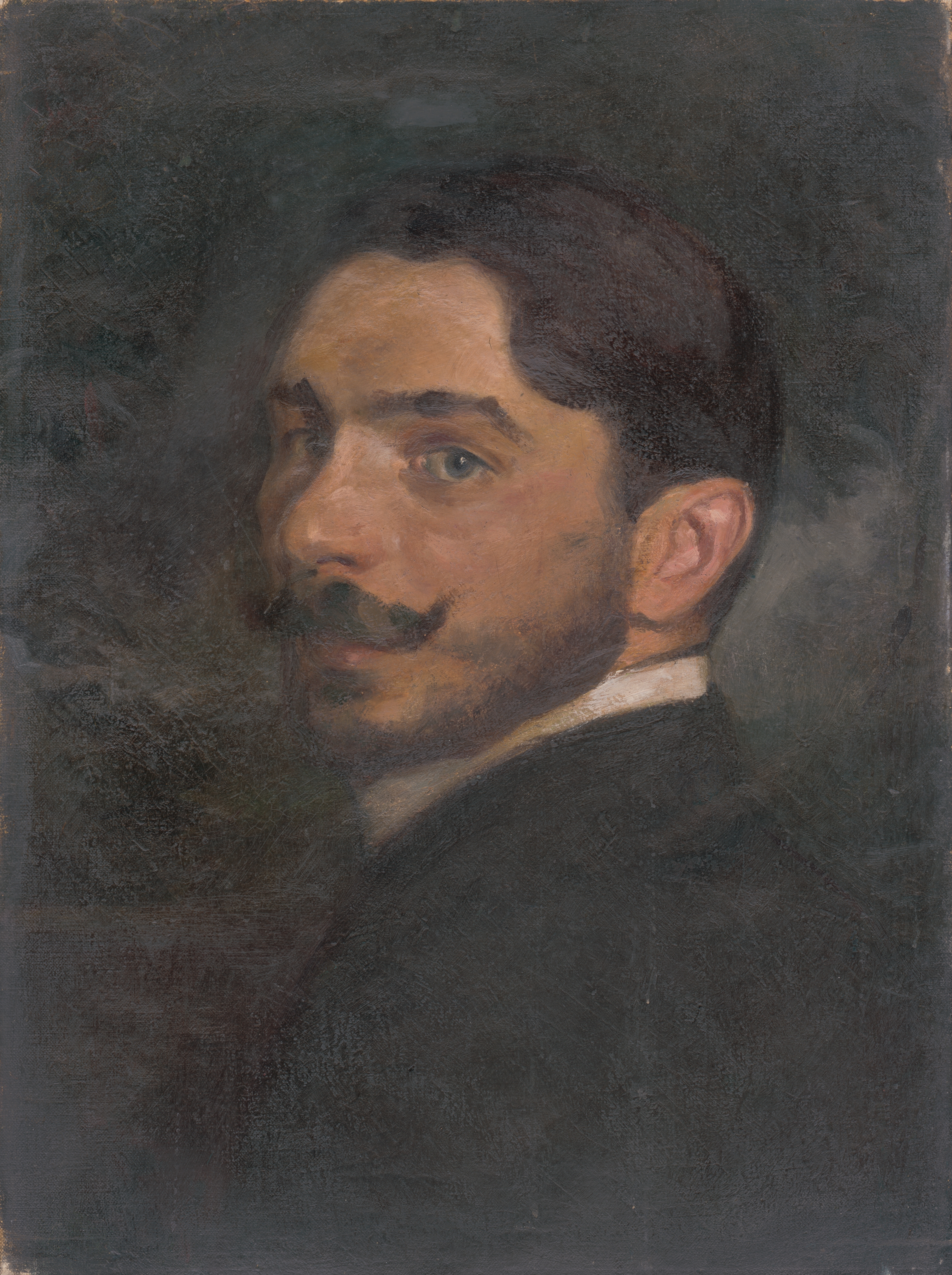
Autoportrét (kol. 1905)
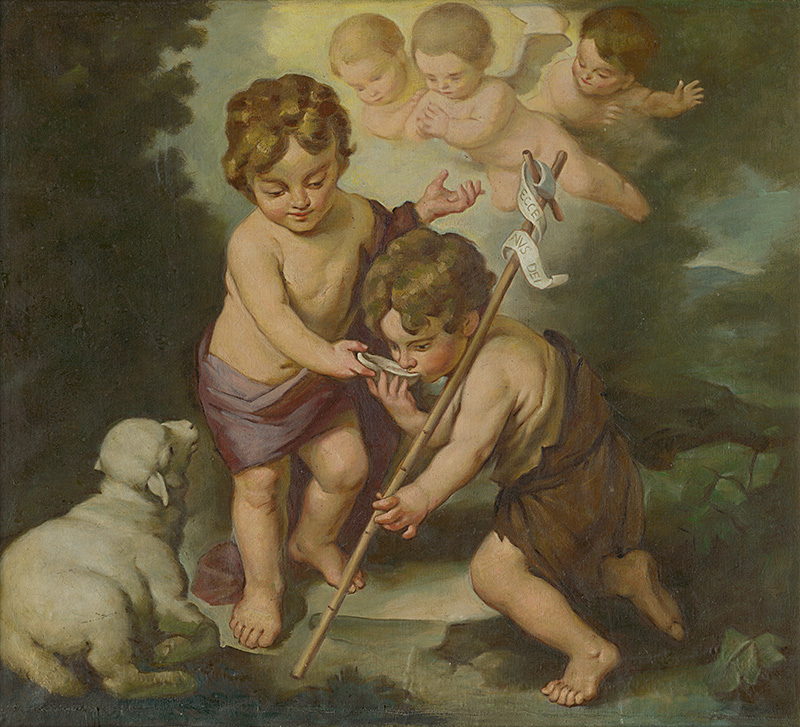
Děti pijící z mušle (1921)
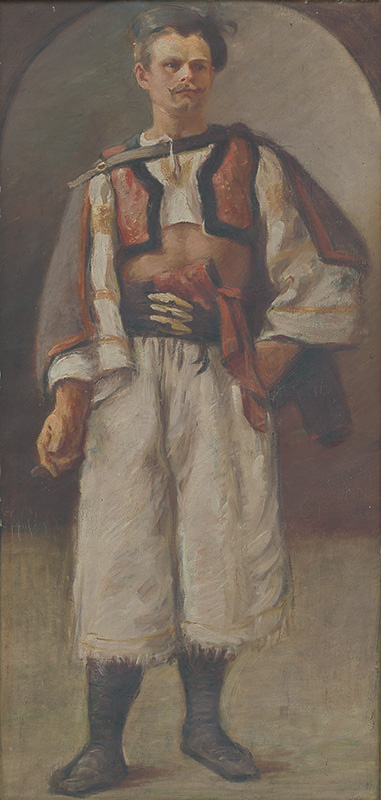
Detvan (1930)
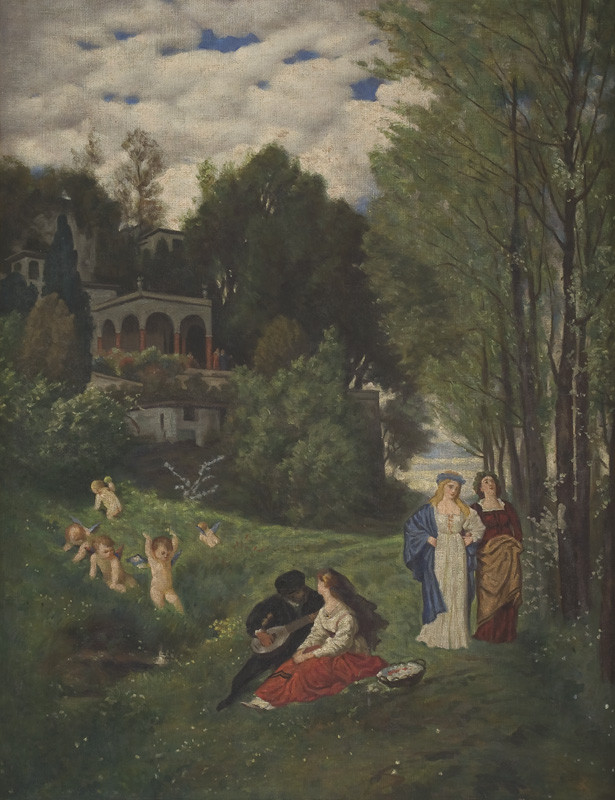
Jaro (okolo 1905)
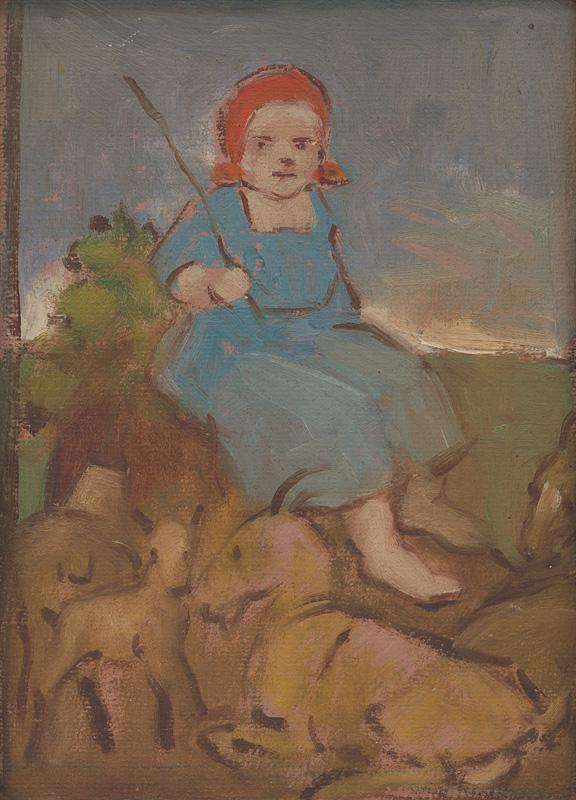
Pasačka (okolo 1930–1940)
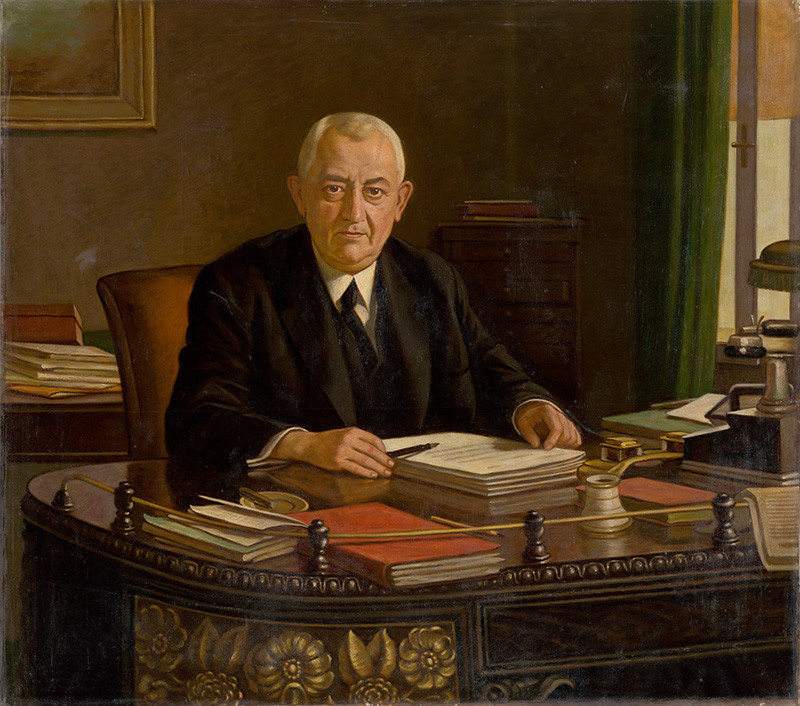
Podobizna Jozefa Országha (kol. 1935)
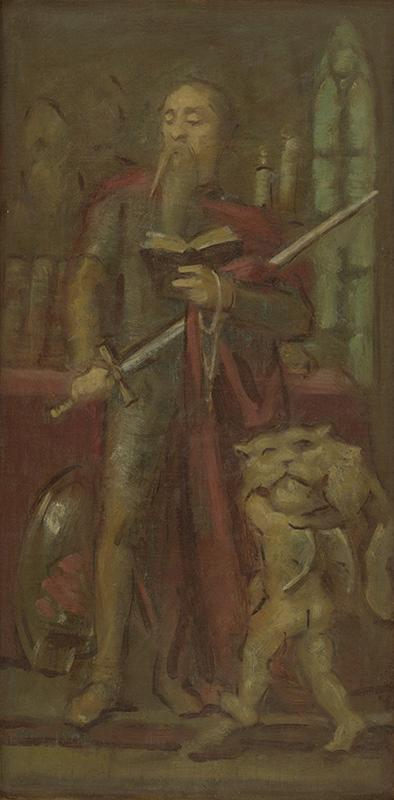
Vystřízlivění Dona Quijota (1930)